# District de Ranchi
Le district de Ranchi (hindi : राँची जिला)  est un district  de l'état du Jharkhand  en Inde.

## Description
Au recensement de 2011, sa population compte 2 914 253 habitants pour une superficie de 5 097 km2.
Son chef-lieu est la ville de Ranchi. 